# West Haddon
West Haddon är en by och en civil parish i Northamptonshire i England. Orten har 1 718 invånare (2011). Byn nämndes i Domedagsboken (Domesday Book) år 1086, och kallades då Ecdone/E(d)done.